# Boys Like Girls
Boys Like Girls es una banda estadounidense de pop rock de Massachusetts. Formada en 2005, la banda ganó reconocimiento popular cuando fue lanzado su álbum debut. Fue coestelar con Good Charlotte para la Banda Sonora de Your Summer Tour 2008, que hizo gira en Estados Unidos. La banda grabó su segundo álbum de estudio, Love Drunk, que fue lanzado el 7 de septiembre del 2009.

## Historia
La banda se formó en Andover, MA en los meses finales del 2005, cuando el vocalista Martin Johnson ―conocido anteriormente por el grupo de Massachusetts, The Drive― escribió un puñado de canciones que quería grabar. Reclutó al bajista Bryan Donahue y al baterista John Keefe. Más tarde, Keefe trajo al guitarrista Paul DiGiovanni, con quien había grabado un demo breve, para completar la canción. Algunos demos son de "Free", "If You Could See Me Now", "The Only Way That I Know How To Feel", y otros. Algunos meses después, los dos descubrieron que eran primos lejanos. El nombre fue luego cambiado a Boys Like Girls.
El cuarteto pronto abrió una cuenta de PureVolume para mostrar su música, y subieron un demo de "The Great Escape" y una versión acústica de "Thunder". Al final de año, la banda había llegado al puesto número uno en la lista Top Unsigned Artist y dentro de unos meses habían terminado giras a nivel nacional con Cute Is What We Aim For, Hit the Lights, All Time Low y Butch Walker.

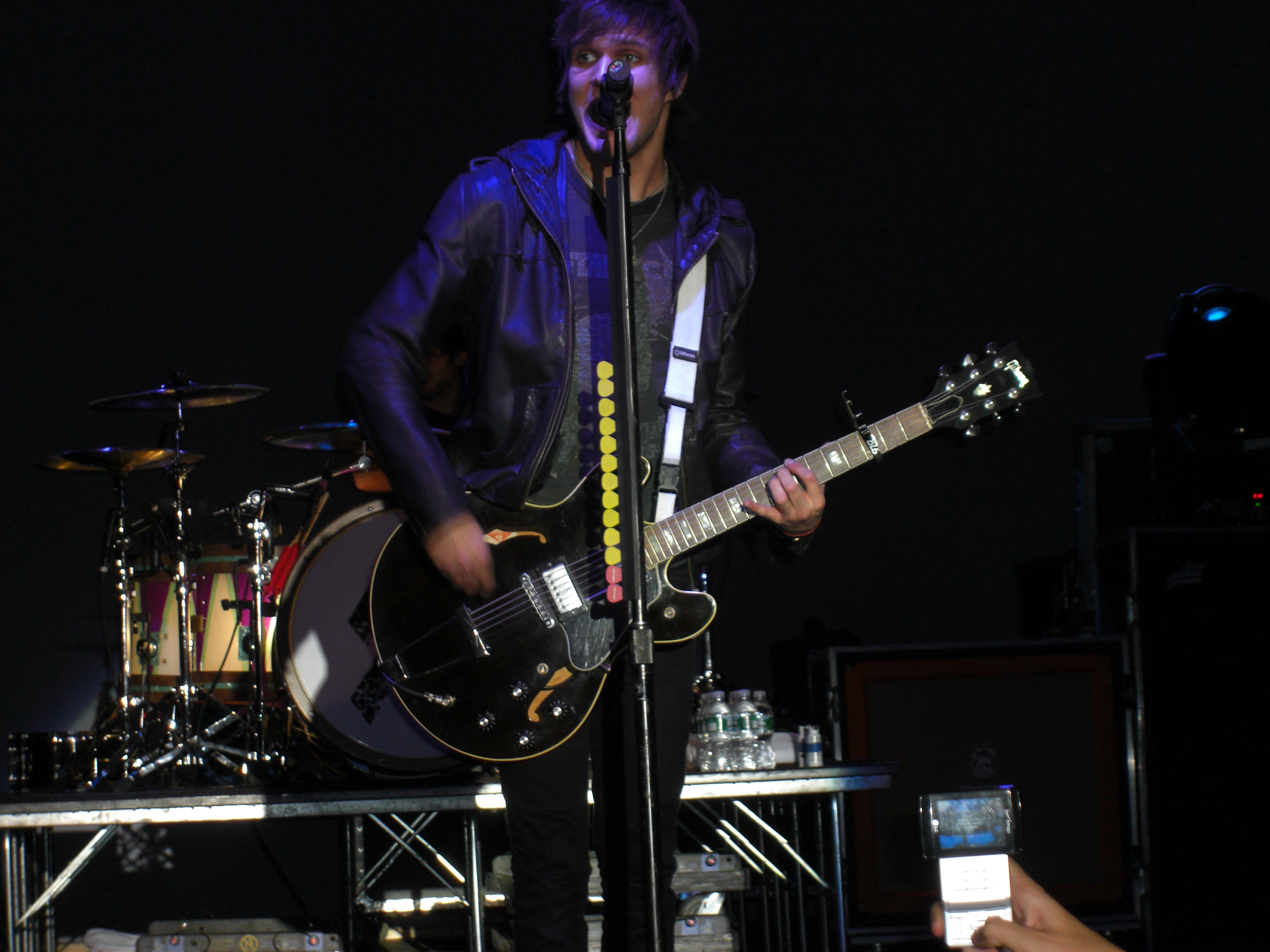
El cantante principal, Martin Johnson.

Finalmente en el 2006, la banda fue escuchado por el agente Matt Galle y el productor Matt Squire, quién contactó a la banda sobre una colaboración futura. Con su apoyo completo, Boys Like Girls se embarcaron en su primera gira internacional con A Thorn for Every Heart, Hit the Lights y Keating a finales de febrero del 2006. Siguiente al mes siguiente, la banda inmediatamente entró al estudio de grabación con Squire para grabar su álbum debut para Columbia Records/Red Ink.
Durante su tiempo en el estudio Squire introdujo a la banda a otro de sus exalumnos, Cute Is What We Aim For, quién le ofreció a Boys Like Girls ser telonero para su próxima gira. Una vez que el álbum fue grabado, Boys Like Girls estuvieron en giras, incluyendo el tour con Cute Is What We Aim For a finales de julio. Entre giras la banda grabó su primer vídeo musical para su primer sencillo, "Hero/Heroine", dirigido por Mark Serao y Chris Vaglio de Grey Sky Films.

### 2006–09: Álbum debut
El 22 de agosto del 2006, el álbum epónimo Boys Like Girls llegó a las tiendas de discos. En agosto del 2008, el álbum vendió más de 580,000 copias solo en Estados Unidos. Mientras, cómo el título podría sugerir, canciones sobre chicos gustando de chicas prevalecen claramente en el álbum, Johnson dijo sobre el escape ocasional de la fórmula de relación antes y después, y referido a temas como la batalla de cáncer de su madre, dejando la casa y adolescentes promiscuos.
De acuerdo a una carta, él habló sobre la motivación detrás de la canción "Dance Hall Drug":
"Muchos chicos están creciendo demasiado rápido. Los chicos de 13 años se masturban en la parte trasera del autobús, chicos de 14 años ya están bebiendo y estando en fiestas, y niños pasan más tiempo preocupados sobre crecer y ser genial que crecer y ser un niño."
La canción "On Top of the World" es sobre la difunta madre de Johnson.
El año 2007 comenzó con un show en Self Against City, después de que el grupo Cobra Starship se uniera apoyando una gira en febrero. En medio de lanzar su segundo sencillo del álbum, "The Great Escape" (llegando al número 9 en Pop 100), se presentaron en Jimmy Kimmel Live el 22 de febrero del 2007, y finalmente llegó al Billboard 200 por primera vez en abril del 2007, Boys Like Girls tocaron su primer concierto internacional en Canadá para una gira en Norteamérica con Hellogoodbye y en el festival de Reino Unido Give It A Name 2007.
A mediados del 2007, la banda se presentó en la gira Vans Warped Tour por primera vez y el 31 de julio de 2007, la banda alcanzó el número uno en el show de MTV Total Request Live. El mes siguiente, el 20 de agosto del 2007, los miembros de Boys Like Girls, Johnson y DiGiovanni tocaron un show privado en la radio 105.1 The Buzz. Anunciaron que estarían presentándo cinco shows en Japón y dijo que tanto Good Charlotte los apoyaba en su carrera. En septiembre del 2007, Boys Like Girls lanzaron una serie de tres canciones acústicas por AOL, Sessions Under Cover, como un EP, en la tienda de iTunes, conteniendo, "The Great Escape", "Thunder" y un cover de Frou Frou, "Let Go". El 4 de diciembre del 2007, la banda presentó un concierto con Good Charlotte, en la radio en New Orleans, B97, The Night B97 Stole Christmas en House of Blues.
Boys Like Girls tocaron en el show Slam Dunk Festival, en Leeds, el sábado 25 de mayo del 2008. La banda compartió el escenario con bandas como, Cute Is What We Aim For, Kids In Glass Houses, Valencia, We The Kings, You Me at Six, y The Red Jumpsuit Apparatus. La banda también fue telonera para la gira de Avril Lavigne, Best Damn Tour a través de la mayor parte de América de Norte.
Boys Like Girls no se presentó en el Warped Tour en el 2008, pero en su lugar, hicieron giras en el verano, con Good Charlotte, The Maine, y Metro Station, para la Banda Sonora de Your Summer Tour que fue en Southaven, Misisipi hecha por Q107.5 el 3 de junio del 2008. El 4 de julio del 2008, tocaron en Pigeon Forge, Tennessee, en el concierto Starjam, junto a Metro Station, Good Charlotte, Ace Young, y Menudo. Dos meses después, Boys Like Girls y Metro Station se presentaron juntos en Six Flags St. Louis en Misisipi el 5 de agosto del 2008. Una tormenta apareció en el concierto mientras había una sesión y el show se retrasó 30 minutos. Six Flags eligió no poner en peligro a la banda o sus fanes, y decidieron cancelar el concierto completo. Entre fechas de giras, trabajaron junto a la cantante pop de Nickelodeon Miranda Cosgrove en su álbum, que se estrenó en el 2009.
En el 2008, cinco canciones que se creyeron que iban en el segundo álbum se filtraron en Internet. Los fanes pensaron en un EP, titulado Heavy Heart, que consiste en cinco canciones demo que fueron grabadas, pero no llegaron al primer álbum de la banda. Ninguna de las canciones aparecerían en su segundo álbum.
Boys Like Girls apoyaron a Fall Out Boy en su gira en Reino Unido en octubre, junto a You Me at Six. Un mes después, la banda lanzó un DVD, Read Between the Lines, que fue lanzado el 4 de noviembre del 2008.
En enero del 2008, Boys Like Girls hicieron una gira en Reino Unido con Metro Station y Every Avenue.

### 2009-2010:Love Drunk

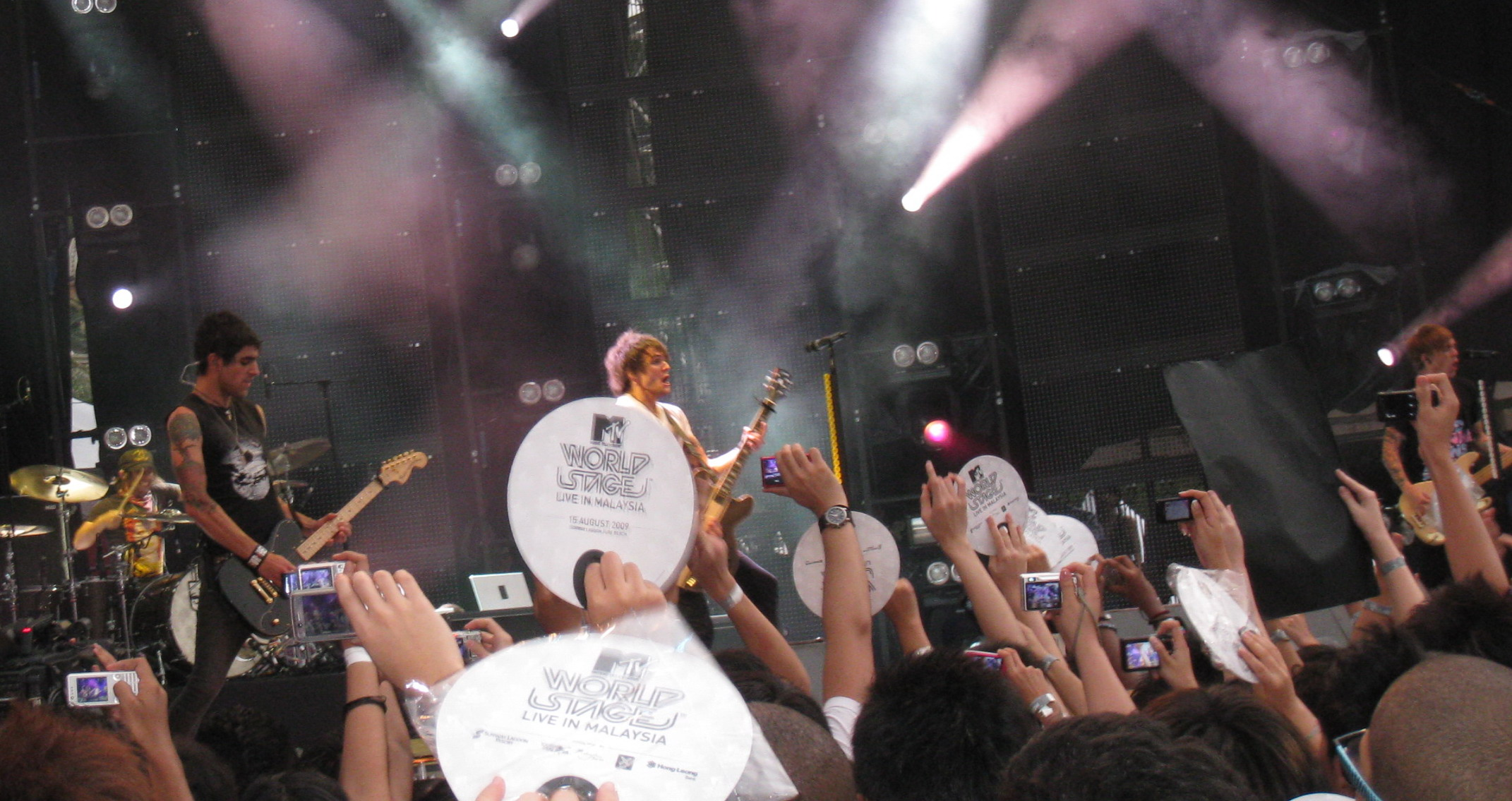
Boys Like Girls en MTV World Stage Live en Malasia

Martin Johnson anunció que la banda había comenzado a grabar su nuevo disco en su página oficial el 10 de febrero de 2009. El álbum fue lanzado el 8 de septiembre del 2009 y fue grabado la mitad en Vancouver y la otra mitad en Nueva York porque había dos productores diferentes, dos ambientes diferentes, y dos estilos diferentes de inspiración. En abril de 2009, en una entrevista con la revista Paste, Sean Edgar, Johnson explicó que muchas de las canciones en Love Drunk fueron escritas escribiendo plantillas de los programas de computadora como Cakewalk Sonar y MasterWriter, y fueron probados en el mercado para la inclusión del álbum. La banda se embarcó en un tour en el 2009 con Cobra Starship, A Rocket to the Moon, The Maine, y VersaEmerge. La gira comenzó el 14 de octubre con el primer concierto en Buffalo, Nueva York. Es llamado la gira Op. 
El 18 de junio, Boys Like Girls confirmaron el título de su segundo álbum, Love Drunk, y fue oficialmente lanzado el 8 de septiembre del 2009. El 24 de junio del 2009, la banda lanzó su primer sencillo. Es el mismo título que el del álbum. El vídeo musical de "Love Drunk" presenta a la actriz y cantante Ashley Tisdale(con la cual mantuvo un breve pero significativo romance). La banda lanzó su segundo sencillo, "She's Got a Boyfriend Now" en iTunes en agosto. La cuarta canción de Love Drunk es llamada "Two Is Better Than One", con la cantante de country Taylor Swift. La canción no es sobre la relación anterior de Johnson con Swift, ya que él confirmó que nunca pasó. Johnson previamente había trabajado con Swift para escribir la canción "You'll Always Find Your Way Back Home", que es presentada en la película de Hannah Montana: The Movie. El nuevo álbum contiene once: "Heart Heart Heartbreak", "Love Drunk", "She's Got a Boyfriend Now", "Two is Better than One", "Contagious", "Real Thing", "Someone Like You", "The Shot Heard 'Round the World", "First One", "Chemicals Collide" y "Go". 
El 15 de agosto del 2009, la banda fue presentada junto a The All-American Rejects, Hoobastank, Raygun, Kasabian y Pixie Lott como uno de los actos en vivo de MTV World Stage Live que fue hecho en Malasia.
El álbum está disponible para su compra en iTunes, Amazon, como también en muchas grandes minoristas. En iTunes hay una "versión Deluxe" del álbum que contiene 3 temas extra: "Love Drunk (Acústica)", "Heart Heart Heartbreak (Acústica)" y una remezcla de Mark Hoppus de "Love Drunk".
Boys Like Girls hicieron un vídeo para su sencillo más reciente, "Heart Heart Heartbreak". Boys Like Girls estuvo en el Top Twenty Countdown en VH1 el 13 de febrero para hablar de su exitoso sencillo, "Two Is Better Than One", que consiguió el lugar número 8 en la cuenta regresiva. El vídeo estuvo en la cuenta regresiva durante 8 semanas consecutivas. Cuando les preguntaron sí estaban filmando un vídeo 3-D, Martin Johnson dijo que ya habían filmado el vídeo musical. El disco en su primera semana, vendió más de 44.000 copias, estando en el número 8 en Billboard 200.
En marzo del 2010, Boys Like Girls apoyaron a Hedley con Stereos y FeFe Dobson en fechas en Canadá.
Boys Like Girls estuvieron en el show The Bamboozle Roadshow 2010 entre mayo y junio del 2010. All Time Low, Third Eye Blind, y LMFAO aparecieron junto a ellos. Junto a varias bandas, incluyendo 3OH!3, Good Charlotte, Forever The Sickest Kids, Cartel y Simple Plan.
Paul DiGiovanni y Martin Johnson hicieron una pequeña aparición en el vídeo musical de "Like It's Her Birthday", junto con John O'Callaghan de The Maine y Kennedy Brock.

### 2011
Durante el 2011 rumores acerca de la posible disolución de la banda se fueron extendiendo debido a que cada uno de los miembros estaba realizando proyectos de manera individual, ajenos a Boys Like Girls. No es hasta noviembre de 2011 cuando, a través de un tuit de John Keefe se da a conocer que la banda está en el estudio grabando su tercer álbum.
El día siguiente, Martin Johnson anuncia, también a través de Twitter, una actualización en video que se publica el día 19 de noviembre y en el que se da a conocer, no solo que la banda está trabajando en el nuevo disco, sino que Bryan Donahue, bajista, abandona el grupo. Las razones dichas fueron que Bryan tenía demasiados planes que interrumpían el progreso de la banda y aparentemente estaba demasiado "absorto" en sus otros proyectos en solitario, Early Morning Blues y The Tower and the Fool.

### 2012
El 18 de agosto salió a la luz el primer videoclip del primer sencillo, "Be Your Everything", de su nuevo álbum "Crazy World" previsto que sea lanzado al mercado en noviembre.Además se dieron a conocer en julio otras canciones del disco: "Life of the party" y "The first time". Morgan Dorr pasa a ser el nuevo bajista.

### Crazy World (2012–2021)
Crazy World es el tercer álbum de estudio de la banda de Boys Like Girls. El EP Crazy World fue lanzado el 17 de julio de 2012 con las pistas, "Be Your Everything", "Life of the party" y "The First Time" para ayudar a promover el álbum. El álbum fue lanzado el 11 de diciembre de 2012.  El 15 de noviembre, se ha publicado un "Crazy World Song Reveal", permitiendo a los fanes compartir un enlace con el fin de abrir una nueva canción del disco. El 16 de noviembre, la nueva pista se reveló como "Stuck in the Middle" y el LP fue hecho disponible para pre-orden.
La incorporación de los países destacados y las influencias del pop, el álbum representa un cambio parcial de la firma del punk pop / alternativo, estilo de rock del grupo. [2]
El álbum alcanzó el puesto 134 en el Billboard 200 EE. UU.
En agosto de 2016, la banda se embarcó en una gira para celebrar el décimo aniversario de su álbum debut.
En una entrevista de 2017 con "New York City Monthly" , Martin hablo sobre su proyecto solista The Night Game y afirmó que la banda no se ha separado y que continuaran escribiendo y grabando canciones.

### Nuevo álbum, Sunday at Foxwoods (2022–presente)
Durante su presentación en el festival de Las Vegas "When We Were Young", del domingo 23 de octubre de 2022 anunciaron que están trabajando en un nuevo álbum a ser lanzado en 2023.
El 15 de mayo de 2023, la banda anuncio a través de sus redes sociales el lanzamiento de nuevas canciones, como así la salida de Paul DiGiovanni de la banda, debido al reciente nacimiento de su primera hija.
El 16 de mayo anunciaron el lanzamiento de "Blood & Sugar", primer sencillo de su próximo álbum, que fue estrenado el viernes 19 de mayo, además revelaron que su cuarto álbum saldrá a finales de 2023.
El 23 de junio de 2023 lanzaron "Language" como segundo sencillo.
"The Outside" fue lanzado como tercer sencillo el 28 de julio de 2023.
El 25 de agosto la banda reveló el nombre del 4.º álbum, "Sunday at Foxwoods", como así también la fecha de lanzamiento, que fue el 20 de octubre, además de lanzar "Cry" como 4.º sencillo.
El 21 de noviembre de 2023 la banda lanzó una colaboración con el grupo femenino coreano TWICE para la ya canción del grupo «I Can't Stop Me». 
Durante el 2024, para dar promoción al mismo, la banda arranco su tour por EE. UU. y Brasil, siendo este el único país de América Latina en formar parte del tour.

## Influencias
Estilísticamente, la banda enlista sus influencias musicales como una variedad de bandas de pop punk, y rock alternativo, como Jimmy Eat World, Blink-182, Relient K, The Academy Is..., y Dashboard Confessional. Mientras que estas tendencias son claramente audibles en trabajo de guitarra y batería, las infuenclias de punk rock son mucho menos evidentes en cuanto a las vocales y las letras. Dándole el tenor característico de Johnson en las melodías, que son, debido a los falsetes, la banda tiene un sonido envolvente de fines de los '90, junto cun líneas de Vertical Horizon, Goo Goo Dolls, y Eve 6.

## Discografía

### Álbumes de estudio
- 2006: Boys Like Girls
- 2009: Love Drunk
- 2012: Crazy World
- 2023: Sunday At Foxwoods

## Miembros actuales
- Martin Johnson – voz, guitarra rítmica (2005-presente), piano (2012-presente)
- John Keefe – batería (2005-presente)
- Gregory James - bajo, coros (2021-presente)
- Jamel Hawke  – guitarra principal, coros (2023-presente)

Miembros Anteriores
- Bryan Donahue – guitarra rítmica, coros (2005-2011)
- Morgan Dorr - bajo, coros (2011-2021)
- Paul DiGiovanni – guitarra líder, coros (2005-2022)

Timeline